# Parco naturale di Rocchetta Tanaro
Il parco naturale di Rocchetta Tanaro è un'area naturale protetta del Piemonte che occupa una superficie di 120 ettari nella provincia di Asti..

## Storia
Il parco fu istituito nel 1980 e viene anche chiamata dagli abitanti della zona il bosc dal marcheis (bosco del marchese) perché un tempo faceva parte delle proprietà dei marchesi Incisa della Rocchetta. Un membro della famiglia, il marchese Mario Incisa della Rocchetta che fu presidente del WWF, promosse inoltre l'istituzione dell'area protetta. È stato in seguito anche riconosciuto come sito di interesse comunitario (cod.IT1170001). 

## Fauna

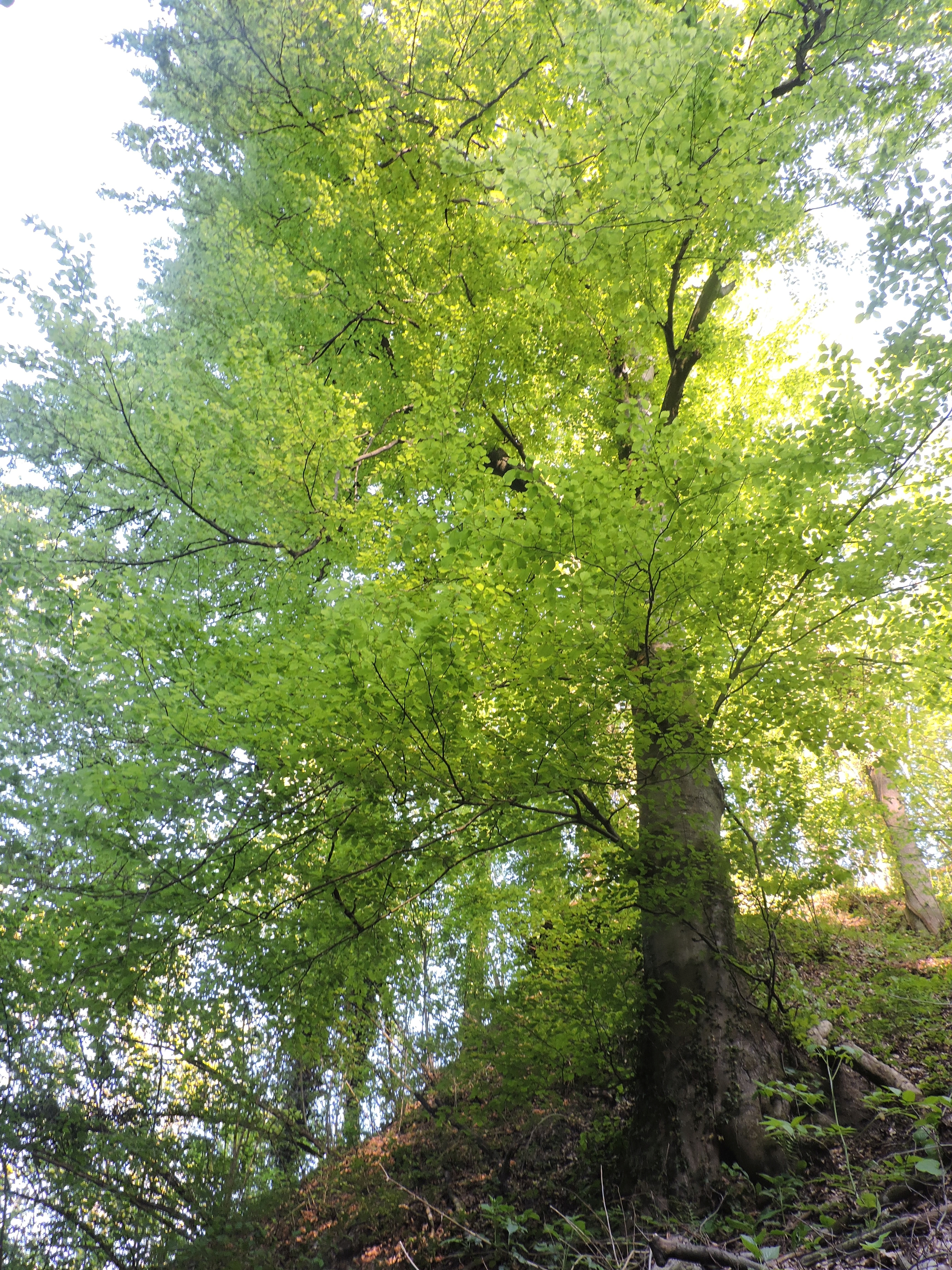
Il grande faggio

Nel parco vivono 40 specie di uccelli, quasi tutte nidificanti e legate agli ambienti boschivi; tra queste si possono ricordare Phylloscopus sibilatrix (luì verde), Picoides minor (picchio rosso minore) e Lanius collurio (averla minore), poco diffuse in Piemonte. Tra gli anfibi si segnala la presenza di Triturus carnifex (tritone crestato) e Hyla perrini (raganella padana), due specie tutelate a livello europeo. Nell'area protetta è stata rilevata la stazione più settentrionale di Drymochares truquii, un coleottero Carabidae..

## Flora
Il parco ha particolare importanza per le zone boschive che tutela, caratterizzate in particolare da querceti nei quali convivono roveri, farnie e cerri. In misura minore sono anche presenti altre specie quali il castagno e la robinia. Tra le specie di alto fusto è inoltre interessante la presenza del faggio, un tempo ampiamente diffuso nella pianura padana ma ora limitato a poche aree relitte. Particolarmente significativo è il grande faggio, un esemplare di circa 200 anni di età e 25 metri di altezza che è stato riconosciuto come albero monumentale dalla Regione Piemonte.